# Place du marché principal de Cracovie
La place du Marché de Cracovie (en polonais : Rynek Główny) aménagée en 1257 est la plus grande place médiévale de toute l'Europe,. Ses 40 000 mètres carrés ont acquis, au cours des siècles, une signification historique, culturelle et sociale importante. La place fut témoin de nombreux événements marquant de l'histoire du pays.
La place est entourée de grandes maisons de ville, de palais et d'églises datant du Moyen Âge. Au centre se dressent : une imposante halle aux draps appelée Sukiennice, la tour de l'Hôtel de Ville et l'église Saint-Adalbert (en) datant du Xe siècle, ainsi que la statue d'Adam Mickiewicz érigée en 1898. À l'un de ses angles trône la basilique Sainte-Marie avec sa silhouette très reconnaissable en raison de ses deux tours de hauteur inégale.
En décembre 2005, le Project for Public Spaces a choisi la Grand-Place comme plus belle place du monde.
En 2010, un itinéraire touristique souterrain a été inauguré sous les pavés de la place du Marché. À 4 mètres de profondeur et à l'aide des techniques multimédias de pointe, il présente les vestiges de la cité médiévale ainsi que les fragments d’un cimetière et des habitations du XIIIe siècle.

## Création de la place

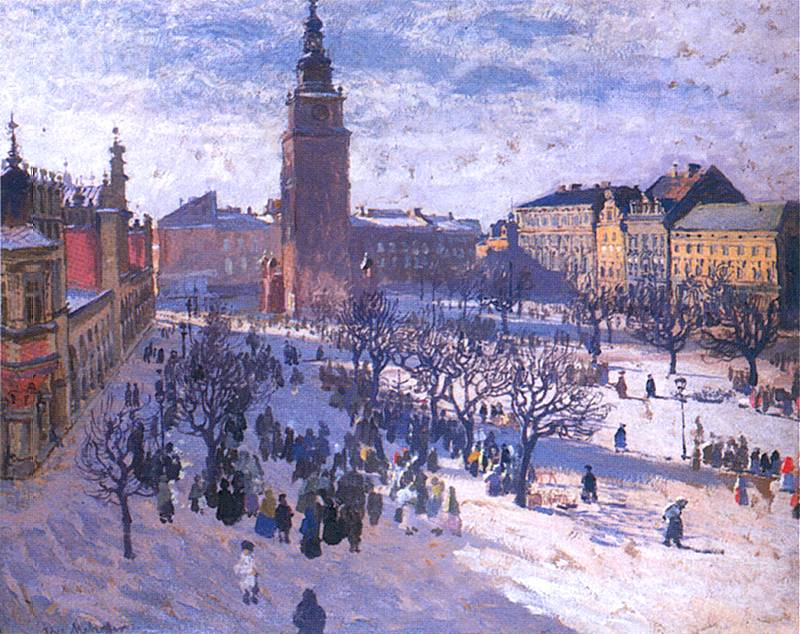
Place du marché par Józef Mehoffer

La fonction principale de la place du Marché de Cracovie était le commerce. Après la destruction de la ville par l'invasion mongole en 1241, la place fut reconstruite en 1257 et son rôle commercial s'étendit après que Cracovie eut reçu une charte selon le droit de Magdebourg, octroyé par le prince de Cracovie, Bolesław V surnommé le Pudique. 
De nos jours, la Grande-Place conserve son plan médiéval d'origine avec des côtés rectilignes se coupant à angle droit. Les rues qui y aboutissent respectent la même règle à l'exception de la rue Grodzka, plus ancienne, qui relie la place au château du Wawel. Initialement, la place était remplie des étals et des bâtiments administratifs. C'est le roi Kazimierz le Grand qui fit construire la Sukiennice (halle aux draps) et l'hôtel de ville (dont seule la Tour est conservée de nos jours), qui occupait environ un quart de la place. 
En tant que capitale du royaume de Pologne et membre de la Hanse Cracovie s'affirma comme une métropole européenne importante. Le nom de Rynek apparaît pour la première fois vers le début du XIVe siècle, mais la place ne s'appellera Rynek Główny (place du marché principale) qu'à partir de 1942. 

## Témoin de l'histoire de la Pologne
En plus de ses fonctions marchandes, la place du Marché de Cracovie servit également de lieu d'exécutions comme de lieu de fêtes, spectacles et célébrations publiques. C'est également par là que les cortèges royaux et les convois funéraires cheminèrent vers la cathédrale de Cracovie. Ainsi, au fil des siècles, la place accueillit un grand nombre d'événements religieux et politiques de l'histoire de Pologne.  

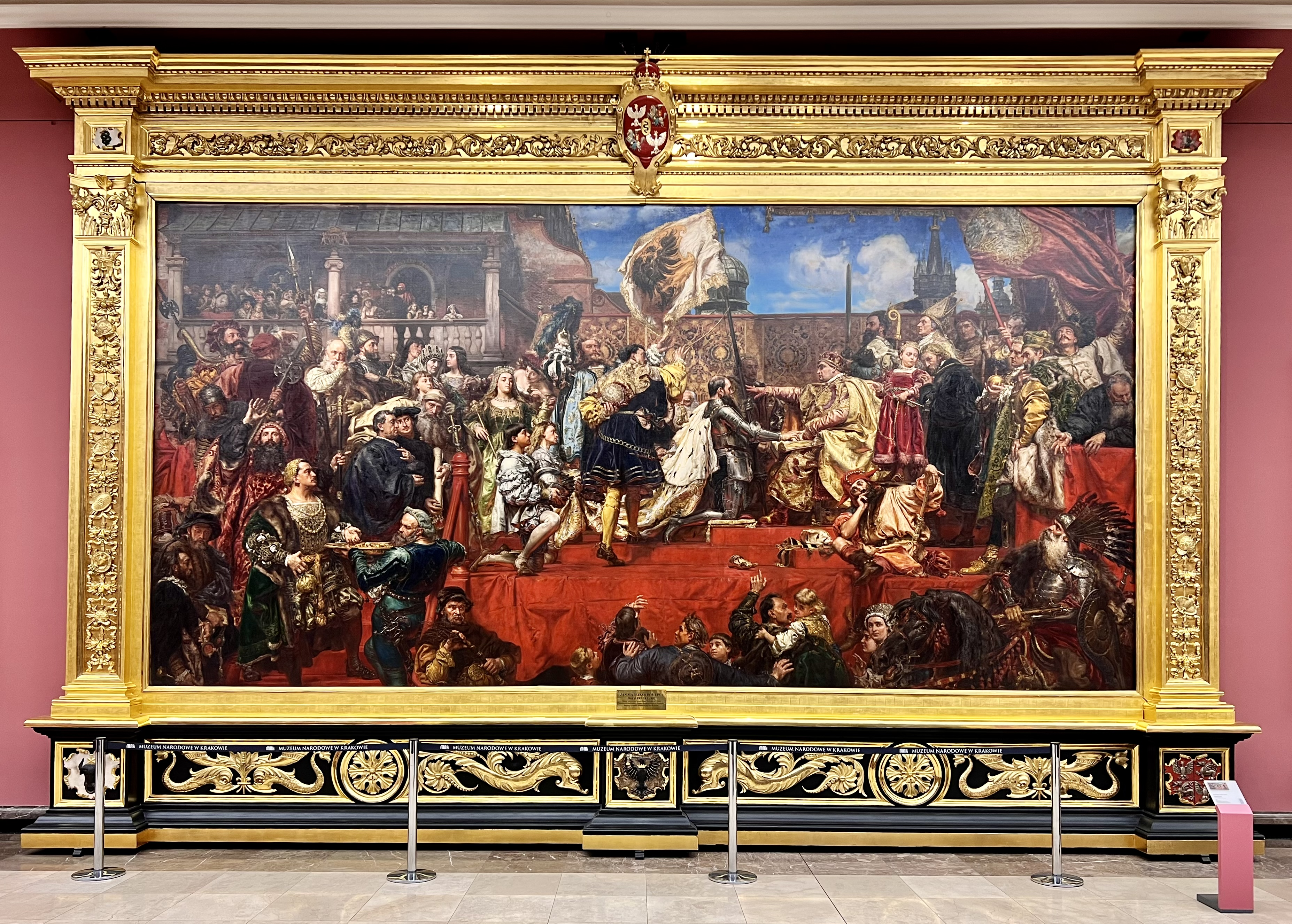
Hommage prussien, peinture de Jan Matejko exposée au musée de la Sukiennice.

En 1364, le roi Kazimierz le Grand invita l’empereur Charles IV, le roi Louis Ier de Hongrie, le roi Pierre de Chypre et bien d'autres princes de l’Europe centrale pour un congrès (en). C'est le bourgeois Mikołaj Wierzynek qui  aurait eu le privilège de recevoir et éblouir par son banquet les hôtes royaux. 

Le 10 avril 1525, Albert de Brandebourg, le Grand-maître de l’ordre des Chevaliers Teutoniques rendit hommage au roi Zygmunt Ier de Pologne en tant que son vassal prussien. En 1512, le grand hetman de Lituanie Constantin Ostrogski tient une parade à suite de sa grande victoire sur la Grande-principauté de Moscou à la bataille d'Orcha. En 1531, le grand hetman de la Couronne Jan Tarnowski célébra la victoire dans la bataille d'Obertyn. Enfin, en 1683, Jan III Sobieski, roi de Pologne et grand-duc de Lituanie, donna des festivités pour consacrer l'éclatante victoire qu'il avait remportée sur l'Empire ottoman lors de la bataille de Vienne.

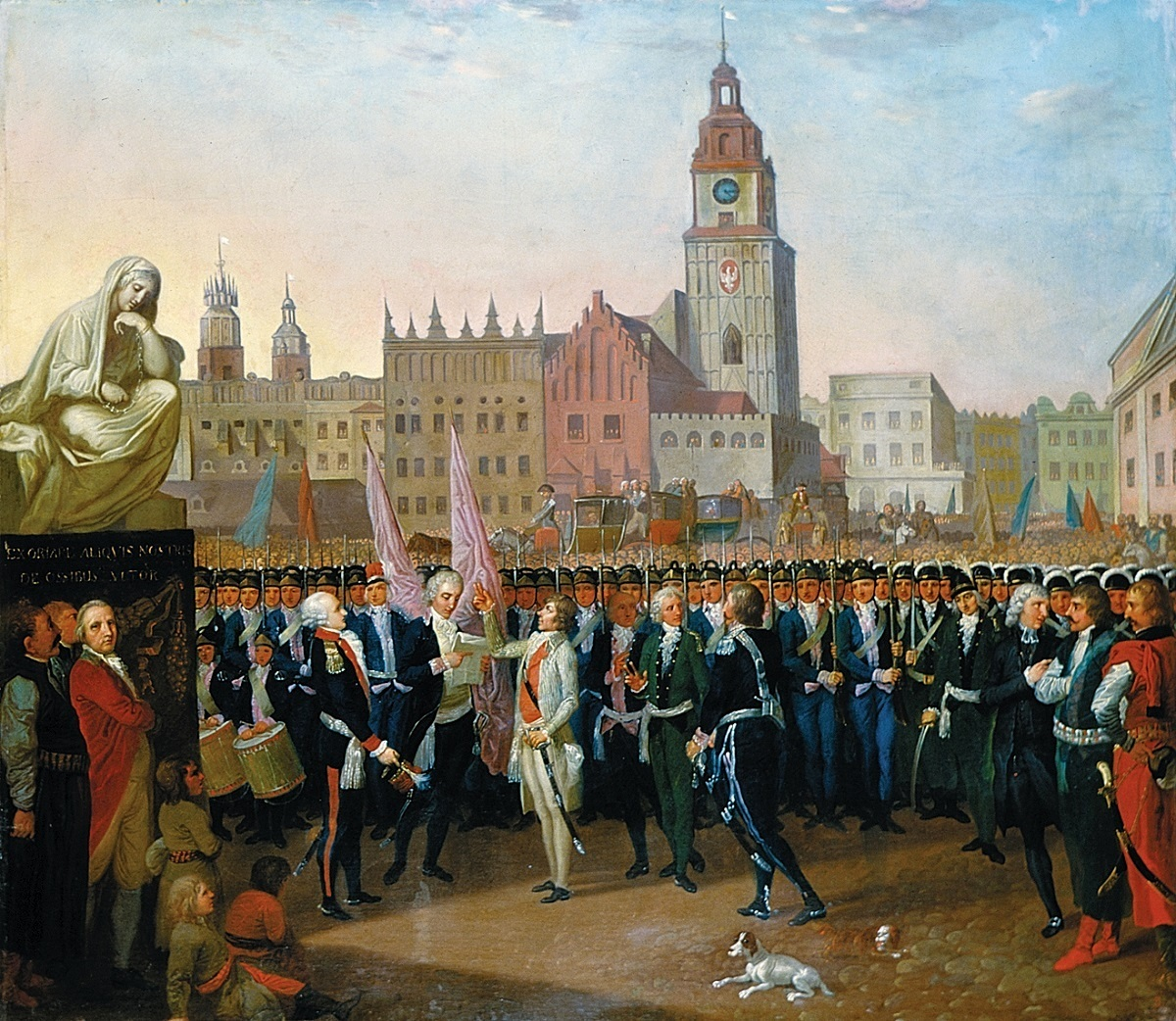
Tadeusz Kościuszko prêtant serment, le 24 mars 1794, par Franciszek Smuglewicz

En 1596 un important incendie ravagea le château du Wawel et le roi Zygmunt III décida de transférer sa demeure et avec elle la capitale de la république des Deux Nations de Cracovie à Varsovie. Cependant, Cracovie resta le lieu des couronnements et des obsèques royales.
Après la perte de la souveraineté par la Pologne, la Grande-Place devint théâtre de la lutte pour l'indépendance. Le 24 mars 1794, le général Tadeusz Kościuszko proclama sur la Grande-Place l'acte de l'insurrection générale contre la Russie. En 1846, un autre soulèvement polonais secoua Cracovie. En 1848, au moment du Printemps des peuples, les Cracoviens confrontèrent l'armée autrichienne de nouveau.
Pendant l'occupation de la Pologne par l'Allemagne nazie, la place a été rebaptisée Adolf Hitler Platz (la « place Adolf-Hitler ») et le monument d'Adam Mickiewicz a été détruit, ainsi que des plaques commémoratives historiques des bâtiments de la place. Après la guerre le monument a été reconstruit.
En 1978, l'UNESCO a inscrit le centre historique de Cracovie sur la liste du patrimoine mondial des sites.

## Maisons notables autour de la place du Marché de Cracovie

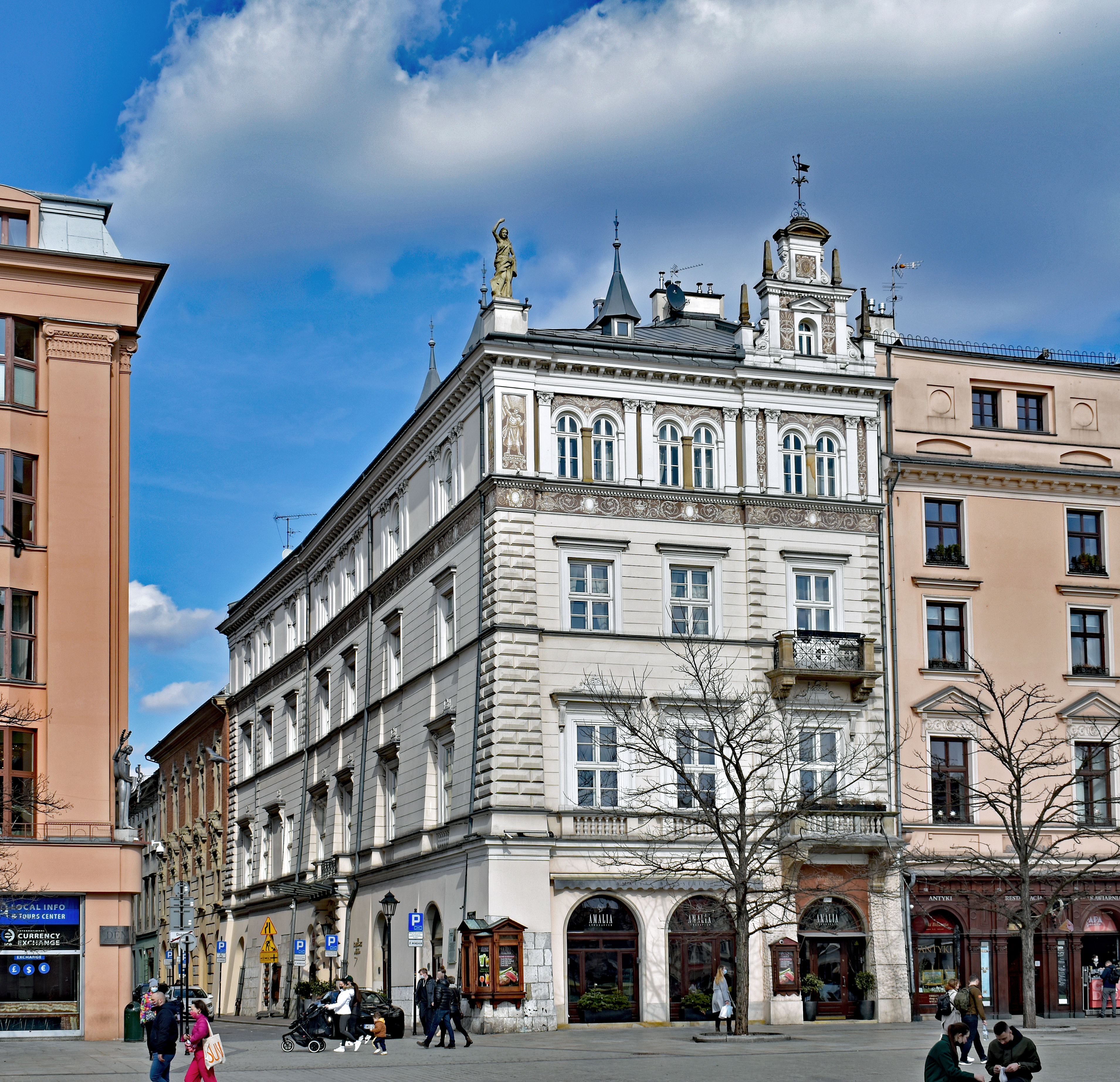
Maison des Boner

- au n° 6 - la Maison Grise où a séjourné en 1572 le premier roi élu de Pologne et futur roi de France Henri de Valois

- au n° 7 - le Palais des Montelupi (ou la Maison Italienne) où résidait le riche marchand Sebastiano Montelupi (en) administrateur de la première poste polonaise régulière au XVIe siècle. Les diligences assuraient le trajet de Cracovie à Venise[7].

- au n° 8 - la Maison aux Lézards (Pod Jaszczurami) Le nom de cet immeuble aux voûtes gothiques (et du plus ancien club d’étudiants de Cracovie qui s’y trouve) vient de l’emblème représentant des lézards entrelacés sur le portail;

- au n° 9 - La Maison des Boner appartenait au XVIe siècle à la puissante et riche famille bourgeoise des Boner, originaires d'Alsace. Ils étaient banquiers et gérants du château royal. Au XIXe siècle la maison fut le domicile du peintre Stanislas Wyspiański. Aujourd'hui l'hôtel Palac Bonerowski

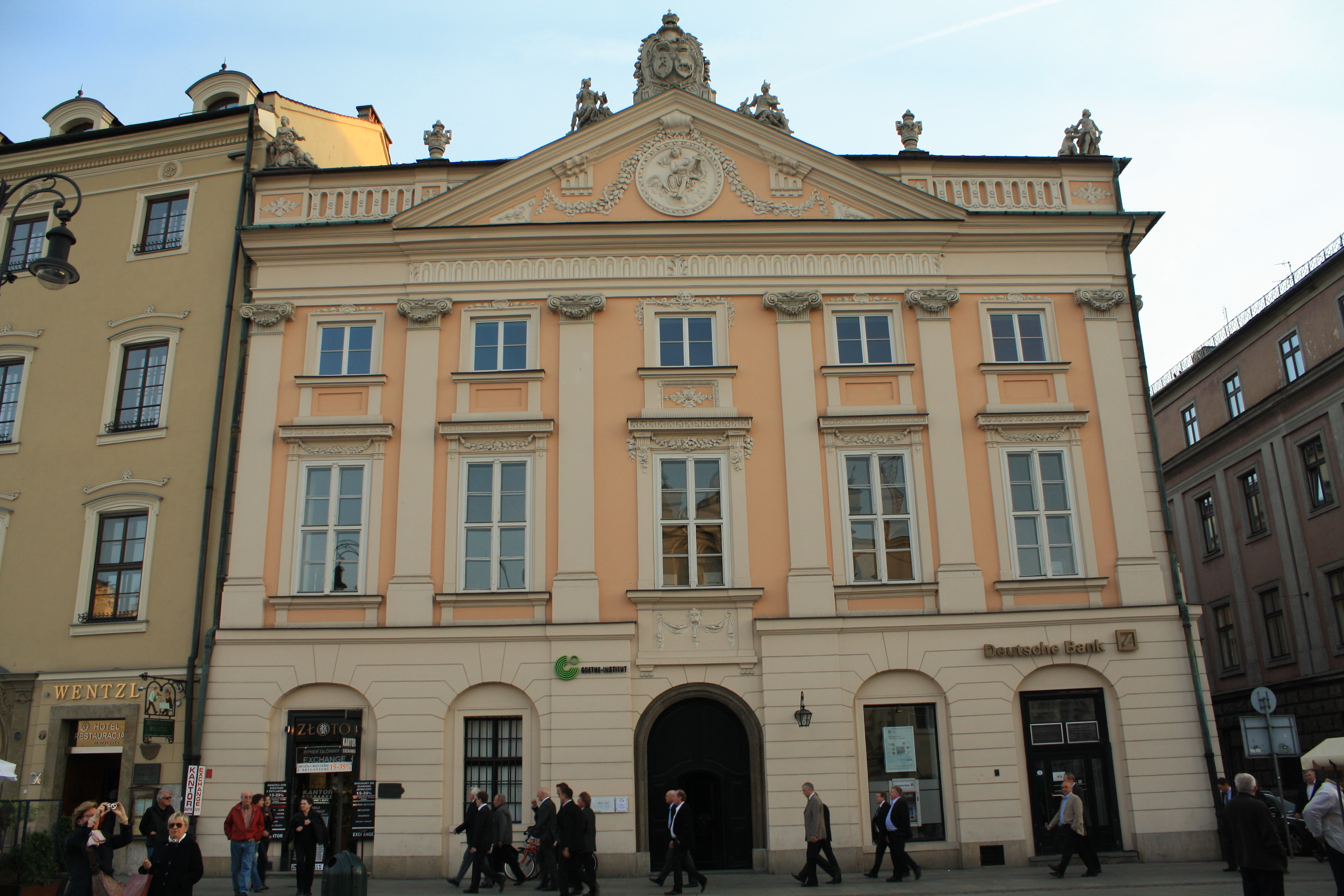
Palais des Potocki

- au n° 16 - La Maison des Morsztyn est liée à la personne de Mikołaj Wierzynek et au grand festin royal qu’il y donna en 1364. Celui-ci dura 20 jours : le roi Kazimierz le Grand y reçut l’empereur Charles IV, le roi Louis Ier de Hongrie , le roi Pierre de Chypre ainsi que de nombreux princes. Les historiens ne sont pas sûrs de l’endroit où le riche conseiller donna son festin, mais le restaurant Wierzynek d'aujourd'hui perpétue la tradition.
- au n° 19 - le Palais à l'Image – la façade de l’immeuble est décorée d’un tableau représentant la Vierge.
- au n° 20 - le Palais Zbaraski ou Palais des Potocki, avec sa façade et sa cour bordée de loggias, est un modèle d'architecture classique de Cracovie,

- au n° 27 - Palais aux Béliers – abrite aujourd'hui un centre culturel. Dans les années 1950-1970, ce lieu abritait le meilleur des cabarets politiques : cabaret Piwnica pod Baranami (« la Cave aux Béliers ») de Piotr Skrzynecki.

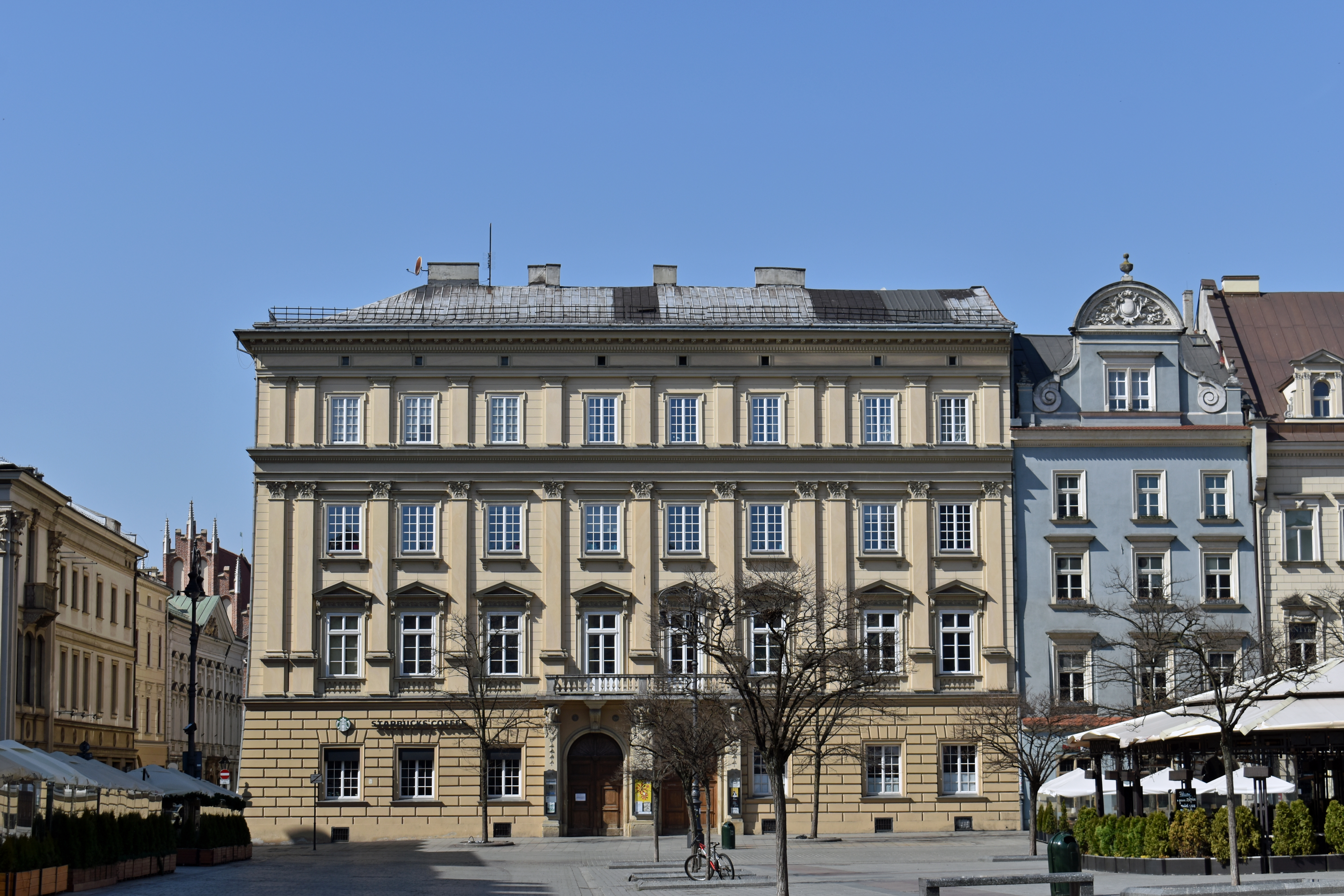
Palais aux Béliers

- au n° 34 - le Palais Spiski  – le lieu des spectacles du premier théâtre municipal de Cracovie. Il s’installa plus tard dans un bâtiment de la place Szczepański (Théâtre Ancien)  Depuis le début du XXe siècle, le Palais Spiski accueille le célèbre restaurant Hawełka dont la date de fondation Antoni Hawełka remonte à 1876.

- au n° 35 - le Palais Krzysztofory – ce beau palais du XVIIe siècle doit son nom à la figure gothique représentant saint Christophe (Krzysztof en polonais) qui jadis ornait sa façade. Le palais est aujourd'hui le site principal du Musée Historique de la Ville de Cracovie.
- au n° 36 - la Maison au Cerf  (Dom pod Jeleniem)- C'est ici que s’arrêtèrent Johann Wolfgang Goethe et le tsar Nicolas Ier lors de leurs séjours à Cracovie
- au n° 45 - la Maison à l'Aigle (ou la Maison des Kromer). Son emblème avec un aigle a été réalisé par Stanisław Wyspiański.

## Traditions
La place du Marché de Cracovie est le point de rencontre favori des Cracoviens[réf. nécessaire]. Beaucoup de festivités et d’événements publics, comme le Szopka, le Lajkonik, le festival des orchestres militaires, le Juwenalia ou encore le gala de l'Orchestre de Charité de Noël y sont organisés. Ici se déroule également le plus grand réveillon[En quoi ?] de la Saint-Sylvestre en Pologne. 

À chaque veille de Noël (qui est aussi le jour de la fête de Mickiewicz en Pologne), le monument d'Adam Mickiewicz est décoré par les fleuristes de la ville.

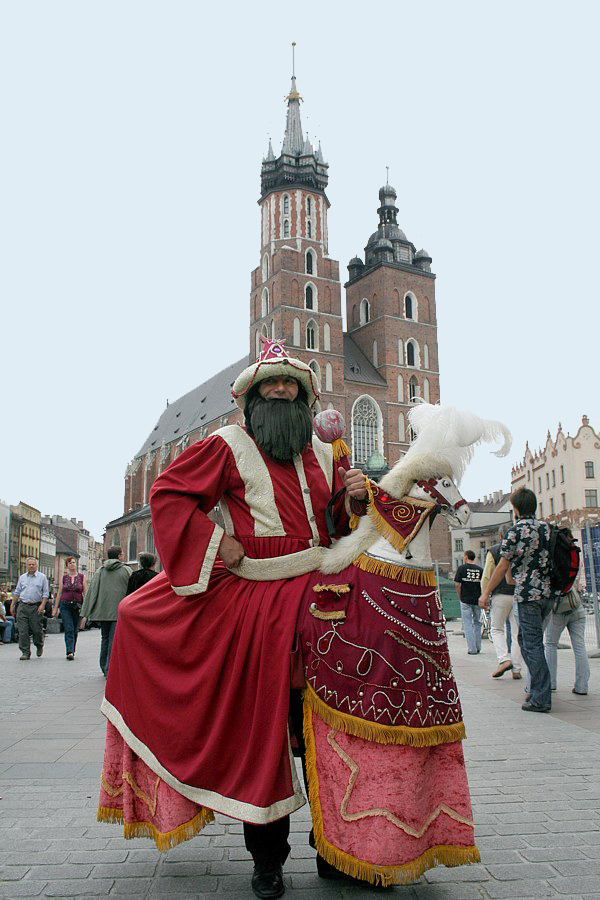
Lajkonik
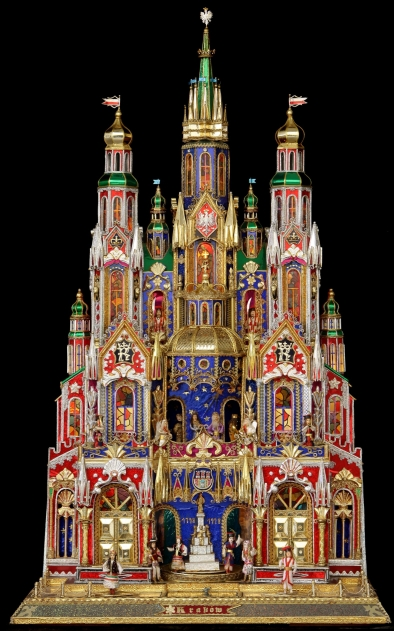
Szopka krakowska
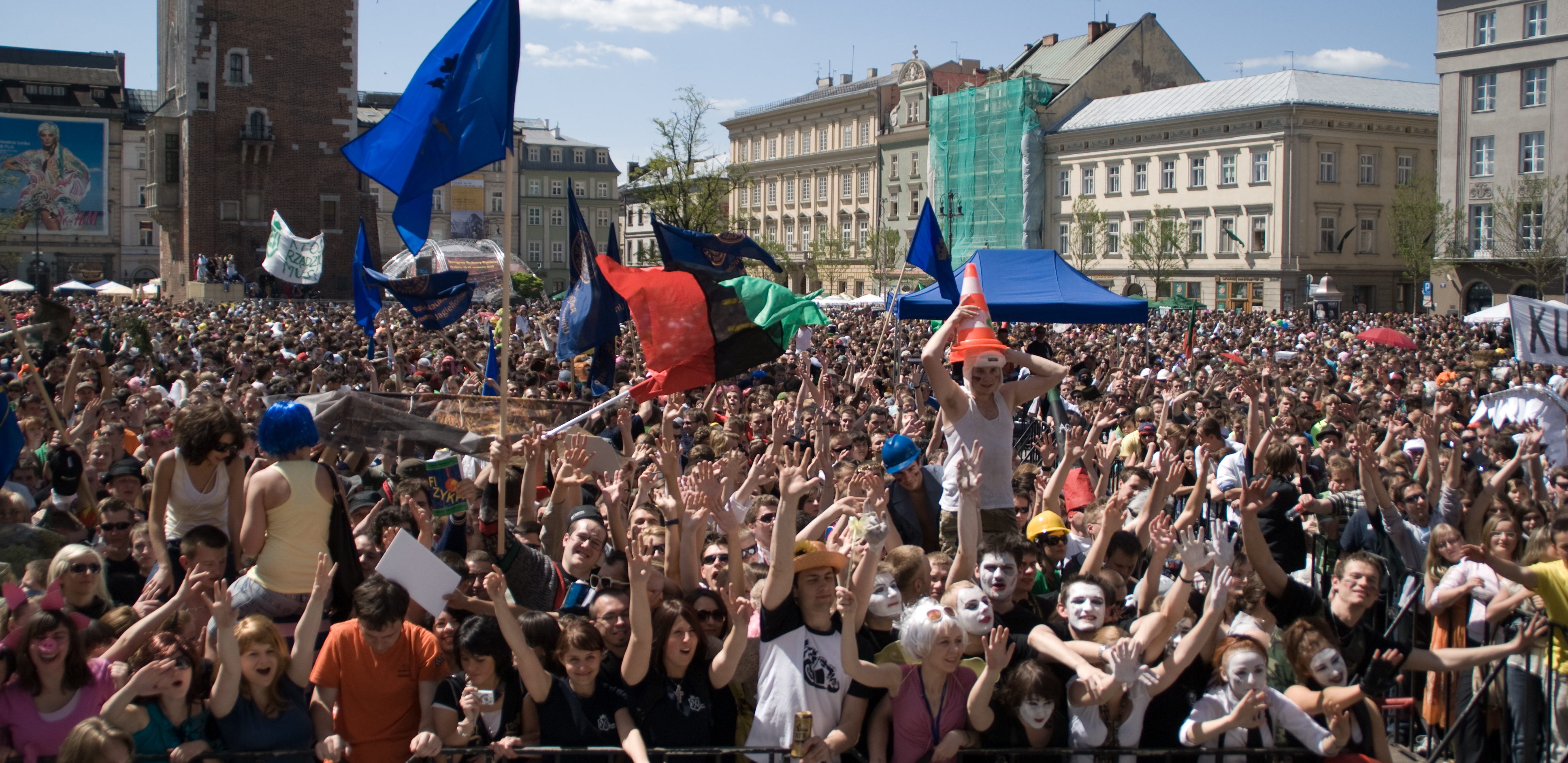
Juwenalia